# Římskokatolická farnost Lindava
Římskokatolická farnost Lindava u Cvikova (něm. Lindenau) je církevní správní jednotka sdružující římské katolíky na území vesnice Lindava a v jejím okolí. Organizačně spadá do českolipského vikariátu, který je jedním z 10 vikariátů litoměřické diecéze. Centrem farnosti je kostel svatých Petra a Pavla v Lindavě.

## Historie farnosti
Nejstarší zmínka o Lindavě je z 90. let 14. století. Původně zde existovala samostatná duchovní správa, která však v pozdější době zanikla. Dnešní farní kostel byl vybudován v letech 1699-1702, a byl filiální ke Cvikovu. Farnost zde byla obnovena v roce 1722. Duchovní správce zde sídlil až do poloviny 20. století, kdy začala být farnost administrována excurrendo ze Sloupu v Čechách, a později ze Cvikova.

### Farní kostel
Barokní farní kostel je zasvěcen sv. apoštolům Petrovi a Pavlovi. Zařízení kostela je novobarokní z 19. století, varhany pocházejí z roku 1934 od firmy Rieger z Krnova. Na kostelní věži se nachází zvon z roku 1419, který je nejstarším zvonem na území litoměřické diecéze. Ve 20. století byl kostel mnohokrát vykraden. V jeho sousedství stojí značně zchátralá budova bývalé fary.

### Duchovní správcové vedoucí farnost
Začátek působnosti jmenovaného v duchovní správě farnosti od:
- 1722 Zacharias Herfurth
- 1732 Andreas Grossmann
- 1740 Anton. Filler
- 1743 Andreas Knechtel
- 1749 Christ. Zenker
- 1785 Anton. Zenker, n. 3. 11. 1742 Bockwanens., o. x. 3. 1768, † 3. 1. 1823
- 1823 Wenc. Dittrich, n. 26. 7. 1782 Bürgstein., o. 20. 8. 1805
- 1829 par. vacat, cap. Vinc. Hammer
- 1830 Vinc. Hammer, n. 22. 7. 1780 Lindenau, o. 31. 8. 1807, † 15. 5. 1832
- 1833 Josef Langer, n. 25. 12. 1801 Kozly, o. 4. 9. 1827 , † 2. 4. 1880
- 1837 Josef Preiss, n. 17. 1. 1800 Grossgrünav. o. 7. 9. 1823, † 17. 5. 1837
- 1838 Vinc. Slansky, n. 21. 6. 1806 Kunnersdorf., o. 5. 8. 1831
- 1871 Josef Wilde, n. 6. 10. 1808 Widim, o. 28. 9. 1845, † 24. 5. 1888
- 1872 Josef Hanel, n. 15. 5. 1811 Kroh, o. 3. 8. 1837, † 5. 6. 1894
- 1. 9. 1894 Antonín (Anton. Franc.) Vater, farář, n. 28. 1. 1865 Kreibitz, o. 29. 6. 1890, † 1. 5. 1953
- 1. 9. 1953 Eduard Stolle, admin. exc. ze Sloupu v Čechách
- 1. 3. 1970 Jan Peprla, admin. exc. ze Sloupu v Čechách
- 1. 8. 1972 Ladislav Kubíček, admin. exc. ze Sloupu v Čechách
- 1. 8. 1975 Jan Pohl, admin. exc. ze Cvikova
- 1. 5. 2002 Josef Pavlas SDB
- 1. 8. 2002 Petr Kubíček, admin. exc. ze Cvikova
- 1. 3. 2007 Viliam Matějka, admi. exc. z České Lípy
- 1. 7. 2007 Rudolf Repka, admin. exc. ze Cvikova[1]

Kromě kněží stojících v čele farnosti, působili ve farnosti v průběhu její historie i jiní kněží. Většinou pracovali jako farní vikáři, kaplani, katecheté, výpomocní duchovní aj.

## Římskokatolické sakrální stavby na území farnosti
| Fotografie | Stavba                   | Místo   | Bohoslužby                      | Zeměpisné souřadnice             | Status       | Číslo kulturní památky           |        |
| Kostel | Kostel                   | Kostel  | Kostel                          | Kostel                           | Kostel       | Kostel                           | Kostel |
| --- | ------------------------ | ------- | ------------------------------- | -------------------------------- | ------------ | -------------------------------- | ------ |
| | Kostel sv. Petra a Pavla | Lindava | bližší informace o bohoslužbách | 50°44′56″ s. š., 14°39′30″ v. d. | farní kostel | 38114/5-3087 (Pk•MIS•Sez•Obr•WD) |        |
| Některé drobné sakrální stavby a pamětihodnosti lze dohledat zde v databázi Drobné sakrální památky Zaniklé sakrální stavby lze dohledat zde v databázi Poškozené a zničené kostely, kaple a synagogy v České republice |                          |         |                                 |                                  |              |                                  |        |

Ve farnosti se mohou nacházet i další drobné sakrální stavby, místa římskokatolického kultu a pamětihodnosti, které neobsahuje tato tabulka.

## Příslušnost k farnímu obvodu
Z důvodu efektivity duchovní správy byl vytvořen farní obvod (kolatura) farnosti Cvikov, jehož součástí je i farnost Lindava, která je tak spravována excurrendo. Přehled těchto kolatur je v tabulce farních obvodů českolipského vikariátu.